# Óscar Domínguez
Óscar Domínguez, född 3 januari 1906 i San Cristóbal de La Laguna, Teneriffa, Spanien, död 31 december 1957 i Paris, Frankrike, var en spansk surrealistisk målare.
I tonåren drabbades han av en allvarlig sjukdom, vilket utlöste akromegali och han fick ett monstruöst ansikte och förvridna lemmar. Han visade tidigt konstnärliga anlag och när han var 21 år begav han sig till Paris för konststudier. Där målade han om dagarna och kvällar och nätter tillbringade han på barer i sällskap med prostituerade.
Han lärde känna Salvador Dalí och inspirerades av denne. Domínguez utförde sina första målningar i början på 1930-talet, under en period då han var helt besatt av kvinnokroppar och djurblod. Bland hans målningar från denna period märks La Dactylo och den mycket speciella Retrato de Roma (1933). Målningen föreställer en kvinna med avhuggna armar som står framför en flygel och ett par avhuggna händer spelar på flygeln; tavlan finns att beskåda på Centro Cultural Reina Sofia i Madrid.
Domínguez begick självmord på nyårsafton 1957.